# The Breaker (album)
The Breaker è l'ottavo album in studio del gruppo country statunitense Little Big Town, pubblicato nel febbraio 2017.

## Tracce
1. Happy People – 2:47
2. Night on Our Side – 3:55
3. Lost in California – 4:47
4. Free – 3:28
5. Drivin' Around – 3:15
6. We Went to the Beach – 3:07
7. Better Man – 4:23
8. Rollin' – 2:37
9. Don't Die Young, Don't Get Old – 3:15
10. Beat Up Bible – 3:35
11. When Someone Stops Loving You – 3:49
12. The Breaker – 2:51

## Formazione
- Karen Fairchild – voce
- Kimberly Schlapman – voce
- Phillip Sweet – voce
- Jimi Westbrook – voce